# صاروخ الظافر
صاروخ الظافر – هو صاروخ باليستي مصري قصير المدى. وهو أحد الصواريخ الثلاثة التي تم تطويرها حتى عام 1966 بمساعدة جمهورية ألمانيا الغربية، إلى جانب صاروخي القاهر والرائد .

## التاريخ

### التطوير
بدأ العمل على الصاروخ في عام 1958، وأجريت الاختبارات في عامي 1961 و1962. مصر كانت تريد أن تنتج ما يقرب من 400 صاروخ. استنسخ الصاروخ العديد من الحلول من صواريخ فاو-2 (V2) النازية الألمانية، حيث تم تطويره في البداية من قبل مهندسين عملوا سابقًا لصالح القوات الجوية النازية، وتم اختطافهم من قبل الموساد كجزء من عملية ديموكليس، بما في ذلك: ولفغانغ بيلز (Wolfgang Pilz) . ونتيجة لتطور المشروع والضغوط من ألمانيا، فإن المهندسين الألمان بعد عام 1964 لم يشاركوا في العمل على الصواريخ وغادروا مصر.
ظهر الصاروخ لأول مرة علناً خلال عرض عسكري في العاصمة المصرية القاهرة في 23 يوليو 1963.
وحاول المصريون دمج مكونات فرنسية في الصاروخ على سبيل المثال أنظمة التوجيه من صواريخ فيرونيك ( [الإنجليزية]Véronique).

## الحواشي
1. ↑  "Military Statistics - WMD - Missile: Countries Compared" (بالإنجليزية). Archived from the original on 2025-03-31.

## فهرس
- Wade, Mark. "Al Zafir". Encyclopedia Astronautica (بالإنجليزية). Archived from the original on 2025-05-27.
- Nasser and the Missile Age in the Middle East. Routledge. 2006. ISBN:0415370035.

## روابط خارجية
- صفحة غونتر الفضائية - صورة لصاروخ القاهر وهو ينطلق (بالإنجليزية)